# Schöps (Unternehmen)

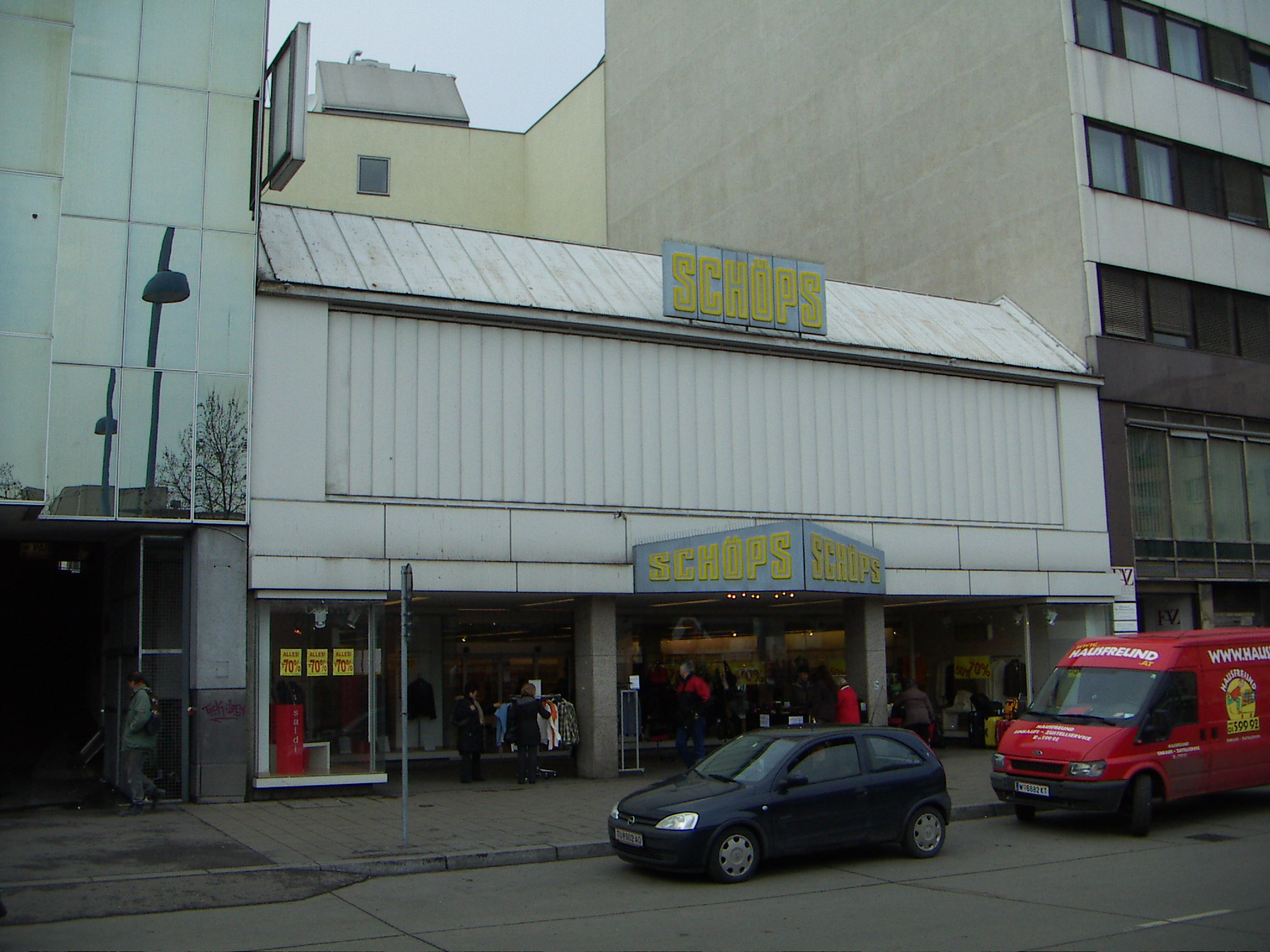
Ehemalige Filiale in Floridsdorf

Schöps ist eine 1954 gegründete österreichische Textilhandelskette, deren Tradition bis 1913 zurückreicht. Die Blütezeit des Unternehmens, das zeitweise über 1.000 Mitarbeiter beschäftigte, endete in den 1980er-Jahren. Das Unternehmen war hoch verschuldet und wurde in der Folge mehrmals verkauft. Seit 2008 ist das Unternehmen, das noch über ca. 95 Filialen und rund 600 Mitarbeiter verfügt, in Besitz des österreichisch-irakischen Unternehmers Jamal Al Wazzan. Es tritt heute nur noch unter Fremdmarken wie Tom Tailor und s.Oliver auf.

## Geschichte
Der erste Schöps-Bekleidungshandel wurde 1913 von Richard Schöps gegründet. 1954 gründete dessen Neffe Leopold Böhm das Unternehmen neu. Es expandierte österreichweit und war in den 70er-Jahren für „tragbare, aber günstige Damenmode“ bekannt. Das erfolgreiche Unternehmen bekam auch die Staatliche Auszeichnung im Jahr 1979 und durfte so das Bundeswappen im Geschäftsverkehr führen.
Der Erfolgskurs des Unternehmens endete mit der Zunahme der Konkurrenz durch internationale Niedrigpreis-Bekleidungsketten, worauf Schöps keine brauchbare Gegenstrategie finden konnte. Ende der 1980er-Jahre war das Unternehmen hoch verschuldet. 1989 verkaufte Böhm das Unternehmen, das damals umgerechnet 101,7 Millionen Euro Jahresumsatz machte, für 160 Millionen Euro an den deutschen Investor Thomas Matzen. Dieser investierte in das ab 1992 als Richard Schöps & Co Aktiengesellschaft firmierende Unternehmen unter anderem mit Hilfe des englischen Pensionsfonds CIN VEN, der ebenfalls an Schöps beteiligt wurde, in die Erneuerung der Filialen. So wurden etwa für 1999 zwei bis vier neue Filialen und die Investition von 4,2 Millionen Euro sowie weiteren Millionen in den Folgejahren angekündigt.
Der Umsatz von Schöps betrug 1997 umgerechnet rund 91 Millionen Euro, wodurch ein Verlust von 20,2 Millionen Schilling (1,47 Mio. Euro) erwirtschaftet wurde. Da der Umsatz 1998 auf 100 Millionen Euro (1,37 Mrd. Schilling) erhöht werden konnte, schaffte das Unternehmen in diesem Jahr einen Gewinn von 16,2 Millionen Schilling (1,18 Mio. Euro). Schöps setzte vor allem auf Eigenmarken, die um 1999 rund 85 % des Sortiments ausmachten. Der Marktanteil am österreichischen Textileinzelhandel betrug 1998 2,5 %, was Platz fünf hinter Ketten wie H & M und C & A, die jeweils mit rund 6,3 % Marktanteil den ersten Platz hielten, sowie Vögele und Kleider Bauer bedeutete. Mitte 1999 zählte die Bekleidungskette 96 Filialen. Ein Wachstum auf 100 bis Jahreswechsel 2000 sowie längerfristig 130 bis 140 Filialen wurden angestrebt, eventuell durch teilweise Umstellung auf das Franchise-System. Bis 2002 sollte das Unternehmen schuldenfrei sein.
Weitere Verkäufe folgten. 2001 kam das Unternehmen in Besitz des italienischen Industriellen Piofrancesco Borghetti. Das Unternehmen machte 2003 und 2004 jeweils knapp 4 Millionen Euro Verlust, schaffte jedoch 2005 bei einem auf 76 Millionen Euro erhöhten Umsatz ein positives Betriebsergebnis. 2006 ging der Umsatz jedoch wieder auf etwa 70 Millionen Euro zurück und Borghetti verkaufte Schöps Ende 2006 an die luxemburgische Private Holdings of Investments-Gesellschaft (PHI). Diese gab die Mehrheit der Unternehmensbeteiligung wiederum im Frühjahr 2007 an die deutsche Beteiligungsgesellschaft Arques Industries weiter. Das Unternehmen beschäftigte zu diesem Zeitpunkt rund 850 Mitarbeiter bei 122 Filialen, was Arques auf 95 Filialen und 560 Mitarbeiter reduzierte. Wie PHI versuchte auch Arques Schöps vom „Billig-Image“ wegzubringen und neu zu positionieren. Nach drei bis fünf Jahren wollte Arques das Unternehmen gewinnbringend weiterverkaufen. Doch bereits ein Jahr später wurde dieses Vorhaben abgebrochen und Schöps im August 2008 an den österreichisch-irakischen Unternehmer Jamal Al Wazzan „zu einem symbolischen Preis“ verkauft. Al Wazzan ist seit 1982 in der Textilwirtschaft tätig und betreibt als Franchise-Nehmer in Österreich unter anderem Filialen der Textilketten Street One und Tally Weijl. Dementsprechend möchte er alle Schöps-Standorte für andere Textilketten umnutzen. Auf diese Weise sollen auch die meisten Arbeitsplätze erhalten oder sogar erweitert werden können. Al Wazzan könne sich jedoch auch den Weiterbetrieb oder Teilverkauf von Schöps vorstellen, sofern eine Zahl von Filialen übrig bliebe, die gewinnbringend zu führen wären. Denn im ländlichen Gebiet, vor allem in Ost-Österreich, gäbe es ihm zufolge auch erfolgreiche Schöps-Filialen. Eventuell könnte Schöps nach einer Gesundschrumpfung, sofern diese möglich ist, eines Tages wieder in die Städte expandieren. Im Oktober 2008 kündigte Al Wazzan an, dass es Mitte 2009 keine Filialen der Marke mehr geben werde. Der Name Richard Schöps blieb nur für das Unternehmen bestehen; die Filialen firmieren heute alle unter anderen Namen.